# 植松おさみ
植松 おさみ（うえまつ おさみ、本名は読みが同じで植松 修幹、1947年〈昭和22年〉7月27日 - ）は、香川県内で活動する男性のフリーアナウンサー。元西日本放送(RNC)アナウンサー。

## 来歴・人物
香川県高松市出身。日本大学卒業後、1970年にRNC入社。全国ネット『ズームイン!!朝!』や香川・岡山ローカルの『カラオケ最前線』など昭和後期～平成初期にかけて活躍。特に『ズームイン!!朝!』では「讃岐弁でインタビューするアナウンサー」として知られた。
- メインの徳光和夫が夏季休暇の際にはピンチヒッターで総合司会も務めていたこともあった（『ズームイン』の総集編で1983年の大韓航空機撃墜事件での第一報（その時点は消息不明）を伝えた植松の映像を確認することができる）。
- また、松本明子のデビュー前、『ズームイン』で1982年の宇高連絡船での上京を中継した。

その後現場一線を退き、アナウンス部長を経て2003年春55歳でRNCを退職、高松市香南町由佐にうどん店「うえ松」をオープンしたが、その後閉店した。RNC退職後も、古巣のRNCをはじめ他系列の主に紀行番組に出演している。2004年からは香川県情報発信アドバイザーを務めている。
妻はピアニストの植松起代子。

## 現在の出演番組
- マルナカオリーブ温泉 カラオケステージ（RNCラジオ）
- 香川おもしろ発見伝（岡山放送）
- 金曜ワイド 笑いよん 泣っきょん 聞っきょんな〜（RNCラジオ）

## 過去の出演番組
- プレゼントジョッキー
- さわやかラジオ
- ズームイン!!朝!
- ザ・トップテン（香川・岡山県内の中継リポーター）
- カラオケ最前線
- RNC TODAY
- 植松おさみのラジオ・カラオケ最前線
- 気ままにラジオ　雨の日晴れの日曇りの日（RNCラジオ）

## CD
「お気の毒さまおめでとう」植松おさみ・福留功男・鈴木琴城

## 名文句
- 「なんがでっきょんな?」（「何をしているのですか?、何を作っているのですか?」の意味の讃岐弁）「ズームイン!!朝!」にて多用。
- 「さぁ!どうぞ!」カラオケ番組での掛け声として頻繁に使用。